# El Valle (kommun)
El Valle är en kommun i Spanien.   Den ligger i provinsen Provincia de Granada och regionen Andalusien, i den södra delen av landet, 400 km söder om huvudstaden Madrid. Antalet invånare är 1 142. Arean är 25,9 kvadratkilometer. El Valle gränsar till Albuñuelas, Villamena, Lecrín, El Pinar och Los Guájares. 
Terrängen i El Valle är huvudsakligen kuperad.